# Hoplia albomaculata
Hoplia albomaculata är en skalbaggsart som beskrevs av Moser 1912. Hoplia albomaculata ingår i släktet Hoplia och familjen Melolonthidae. Inga underarter finns listade i Catalogue of Life.